# Jürgen Gburek
Jürgen Gburek (* 29. März 1967 in Linnich) ist ein deutscher Fernschachspieler und „Verdienter Internationaler Meister“ (englisch Senior International Correspondence Chess Master, kurz SIM).

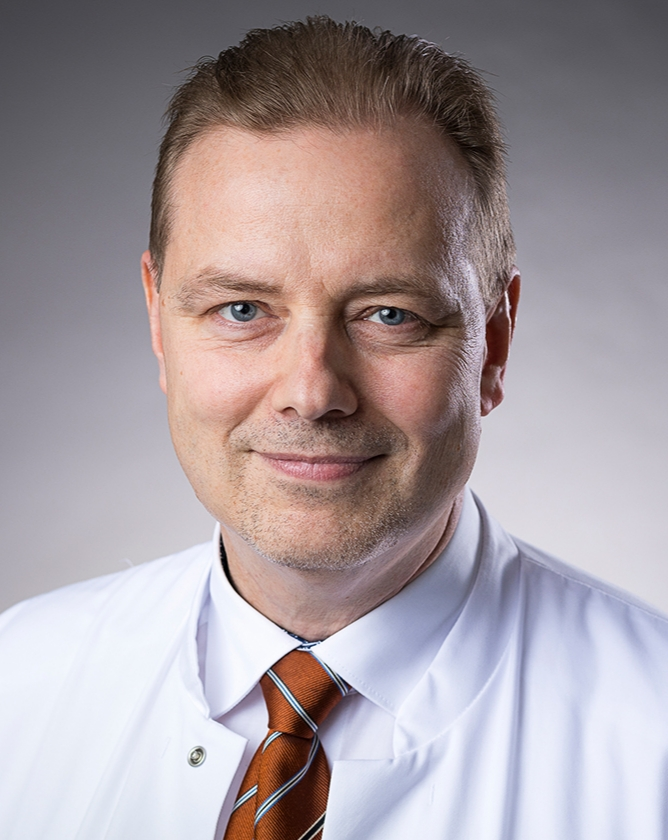
Jürgen Gburek, 2019

## Fernschach
Gburek spielte im Jahr 1986 sein erstes Aufstiegsturnier der 1. Klasse beim Deutschen Fernschachbund (BdF). Jeweils im ersten Anlauf gelang ihm der Aufstieg zunächst in die Hauptturnier- und später in die Meisterklasse.
Studien- und berufsbedingt war Gburek danach kaum noch aktiv und meldete sich erst im Jahr 2000 mit der Teilnahme an einem internationalen Meisterklasse-Turnier im Fernschachgeschehen zurück. Hier belegte er mit 8 Punkten aus 10 Partien souverän den 1. Platz und erwarb damit eine Halbfinalqualifikation für die ICCF-Fernschach-Weltmeisterschaft.
In der Folgezeit war Gburek für mehrere Jahre beim Deutschen E-Mail-Schachclub (DESC) aktiv. Dort gewann er verschiedene Turniere. Unter anderem belegte er in der Einzelspielerliga in der Saison 2008/09 den 2. Platz und gewann in der Saison 2009/10 den Titel.

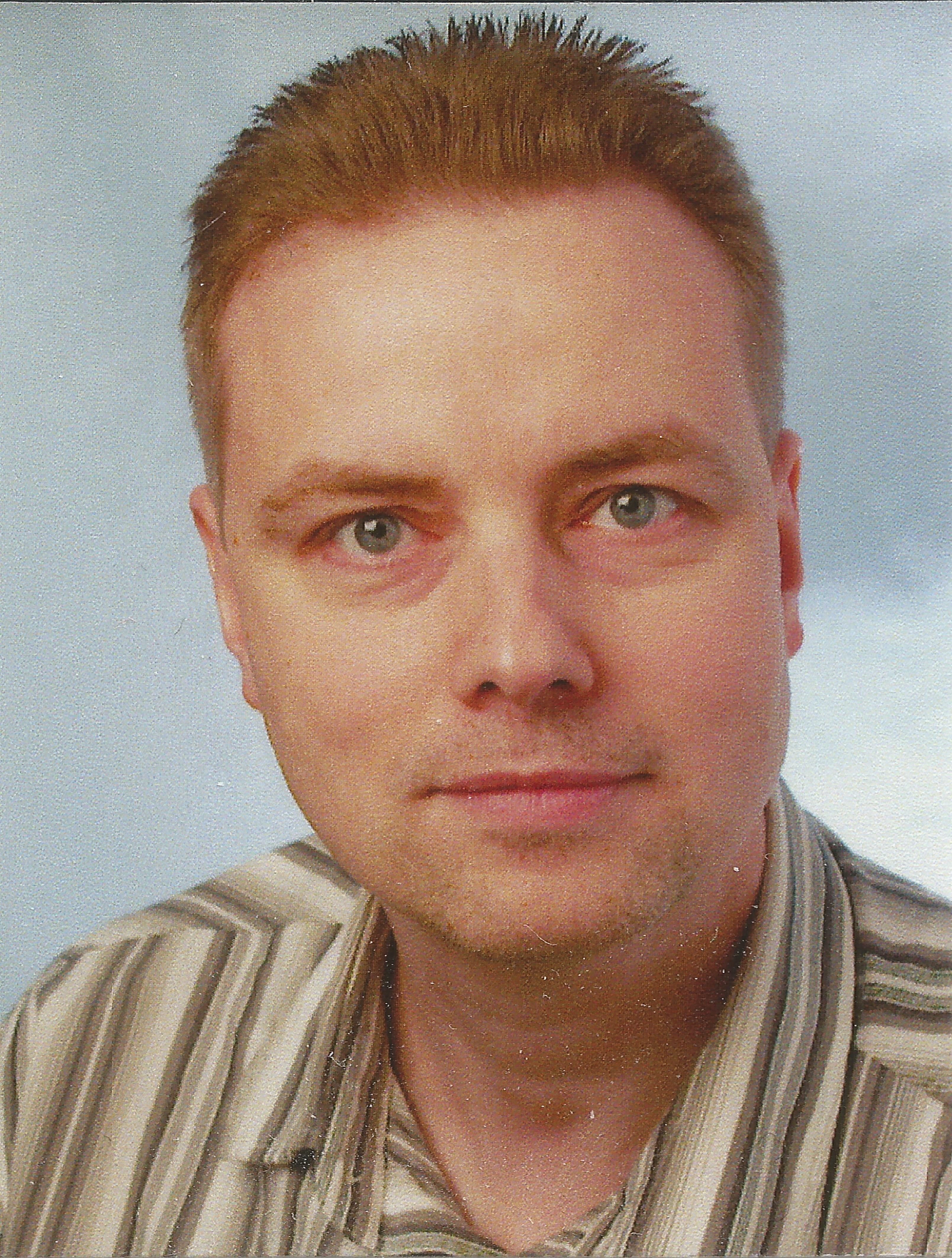
Jürgen Gburek, 2008

Parallel hierzu nahm Gburek an einem Halbfinalturnier der 33. ICCF-Fernschach-Weltmeisterschaft teil. Dort verfehlte er mit dem 3. Platz die Qualifikation zum Kandidatenturnier zwar denkbar knapp, konnte dafür jedoch die jeweils erste Norm für den IM- und SIM-Titel erreichen.
Im Jahr 2010 nahm Gburek an einem ICCF-Großmeister-Normturnier teil. Er blieb ohne Niederlage und erreichte mit 7 Punkten aus 12 Partien die jeweils zweite Norm für den IM- und SIM-Titel.
Im Herbst 2012 wurde ihm auf dem ICCF-Kongress in Pretoria sowohl der Titel eines „International Correspondence Chess Master“ (IM) als auch der eines „Senior International Correspondence Chess Master“ (SIM) verliehen, wobei der Letztgenannte zwischen Internationalem Meister und Großmeister anzusiedeln ist.
Im Sommer 2013 wurde Gburek vom Deutschen Fernschachbund (BdF) für das „Berliner Invitational Section A“ nominiert, einem mit zahlreichen Titelträgern sehr gut besetzen Einladungsturnier der US-Fernschachföderation. Hier gelang ihm unter anderem ein sehenswerter Sieg mit den schwarzen Steinen gegen Großmeister Cruzado Dueñas, den zu diesem Zeitpunkt amtierenden Europameister. Im Endklassement des im Dezember 2015 zu Ende gegangenen Turniers belegte Gburek mit 8,5 Punkten aus 14 Partien (+3 =11 −0) den ungeteilten, 2. Tabellenplatz.
In den Jahren 2015 und 2016 erhielt Gburek vom jeweils ausrichtenden Deutschen Fernschachbund (BdF) eine Einladung für die ausschließlich mit Titelträgern besetzten Turniere „Germany Advanced Masters 01“ und „Germany Advanced Masters 02-A“, beides Turniere der Kategorie 11. In letzterem belegte er den allerdings fünffach geteilten 1. Rang.
Zum 1. Januar 2016 wurde Gburek vom ICCF in den Kreis derjenigen Spitzenspieler berufen, die als Partieabschätzer (adjudicator of game results) fungieren dürfen. Diese Tätigkeit endete im April 2022.
Im Jahr 2017 nominierte der Deutsche Fernschachbund (BdF) Gburek für das vom polnischen Fernschachverband ausgerichtete Turnier „Chess-Medical“, einer erstmals ausgetragenen, wenn auch inoffiziellen Weltmeisterschaft ausschließlich für Mediziner. Hier belegte er ungeschlagen den geteilten 3. Platz.
Seine Wertungszahl im Fernschach liegt bei 2496 (Stand: 1. Juli 2019).

## Nahschach
Gburek war im Raum Aachen-Köln für verschiedene Vereine aktiv, so unter anderem für die Schachvereinigung Übach-Palenberg 1934, die Schachvereinigung Alsdorf 1928 und die Schachfreunde Longerich 1956.
Anfang der 1990er Jahre spielte er mit Alsdorf mehrere Jahre in der Liga West des Schachverbandes Mittelrhein.
Von 2014 bis 2022 spielte Gburek wieder für die Schachvereinigung Übach-Palenberg, die im Aachener Schachverband beheimatet ist.
Seit April 2024 ist er als Mitglied des SC Bad Salzdetfurth im Niedersächsischen Schachverband aktiv. 

## Berufliches
Jürgen Gburek studierte Medizin an der Universität Köln. Er ist seit 2003 als Facharzt für Anästhesiologie tätig. Von Juli 2018 bis September 2022 fungierte er als Chefarzt im Krankenhaus St. Hubertus-Stift in Bedburg. Im Oktober 2022 übernahm er den Posten als Chefarzt für Anästhesie und Intensivmedizin im Einbecker Bürgerspital.